# Alchemilla obsoleta
Alchemilla obsoleta é uma espécie de rosácea do gênero Alchemilla, pertencente à família Rosaceae.